# Манхэттен-центр (здание)
Манхэттен-центр — здание, построенное в 1906 году, расположенное на 34-й улице в Мидтауне (или Среднем Манхэттене) и вмещающее в себя Manhattan Center Studios (звукозаписывающие студии), большой бальный зал, бальный зал Гаммерштейна (одно и самых известных мест проведения музыкальных представлений и телепрограмм). В 1976 году здание было приобретено нынешним владельцем, Церковью объединения, за 3 млн $.
Бальный зал Гаммерштейна — это двухъярусный, площадью 1115 м² бальный зал, известный своим изящным внешним видом и хорошей акустикой. Вместимость зала зависит от её конфигурации: 2500 человек для театральных постановок и музыкальных представлений, и несколько тысяч для мероприятий в пределах центрального ринга. Две основных ложи — необычно приземленные и слегка накренившиеся — имеют вместимость в 1200 посадочных мест. Имеется также шесть малых лож, используемых обычно знаменитостями.

## История
Изначально был возведён в качестве Манхэттенского оперного театра Оскаром Хаммерстайном I. Коренной причиной строительства здания было жёсткое соперничество с основанным недавно музыкальным театром Метрополитен-опера, предоставляя среднему жители Нью-Йорка более дешёвые места. Вскоре здание стало альтернативным местом проведения многих больших опер и дебютов певцов, впоследствии становящихся знаменитыми. В 1910 году, после того как конкурент не смог выдержать конкуренцию, Метрополитен-опера заплатила Хаммерстайну 1,2 млн $ за приостановку оперных постановок на десятилетний срок. Он принял предложение и экспериментировал с другими музыкальными жанрами, прежде чем принять решение продать здание. В марте 1911 года здание открылось как «комбинированный» театр братьями Шубертами, ставящее водевили по будням и концерты по воскресным вечерам по более доступным ценам.
В 1922 году Манхэттенский оперный театр был куплен масонами, пристроившими новый фасад здания большого бального здания на седьмом этаже. В 1926 году в большом бальном зале компания Warner Brothers установила систему Vitaphone для записи Нью-йоркским филармоническим оркестром саундтрека к фильму «Дон Жуан». В 1940 году название здания было переименовано в Манхэттен-центр для привлечения широкого спектра проведения мероприятий. В 1976 году здание приобрел корейский общественный деятель Мун Сон Мён. 
В 1986 году был сформирован Manhattan Center Studios для развития здания как места проведения мультимедийных мероприятий. Ещё более возможности были расширены после того, как в 1993 году была открыта «Студия 4». «Студия 7» была перестроена в 1996 году как диспетчерская, соответствующая последнему слову техники, с возможностями предоставления всех видов звукозаписи и прямой трансляции из большого бального зала.
В марте 1990 года компания начала инвестировать в видеооборудование и студийную технику. Оборудование компании для создания телепрограмм в «Студии 9» было установлено в 1993 году и в последующие году были построены две полностью оснащённые телестудии. «Студия 1» была завершена в 1994 году; «Студия 6» — в 1995 году. Связанность студий с бальными залами делает их привлекательными местами проведения прямых Интернет- и телетрансляций. Компания имеет контракт с вашингтонской телекомпанией Atlantic Video.
В 1997 году бальный зал Гаммерштейна подвергся значительному косметическому ремонту для удовлетворения требований заказчиков Среднего Манхэттена.

## События
Манхэттен-Центр стал местом проведения для больших джазовых выступлений и танцев, показов фильмов кинокритикам, профсоюзных собраний и выполняющим прочие социальные функции.
Среди разнообразных мероприятий, проводимых здесь на протяжении последующих десятилетий, были радиопередачи, записи и выступления таких исполнителей, как Банни Бериган, Пол Робсон, Джуди Гарленд, Гарри Белафонте, Juice WRLD, Баста Раймс, Тейлор Свифт, Мелани Мартинес, Deadmau5, Тейлор Свифт, Кэти Перри, Стинг, Перри Комо, Леонард Бернштейн, Дэвид Боуи, Grateful Dead, Боб Марли, Франко Луамбо, Evanescence, Tool, Элисон Мойет, Папа Роуч, Fall Out Boy, Korn, Disturbed, Flogging Molly, Styx, Рианна, The Killers, The Offspring, Linkin Park, blink-182, Iron Maiden, Beastie Boys, Роб Зомби, Megadeth, Серж Танкян, Боб Вейр, Gorillaz, Билли Айдол, Билли Джоэл, Twisted Sister, U2, Nickelback Soundgarden, Babymetal, Crush 40, Хацунэ Мику, The Black Crowes, Alice in Chains, Джонни Кэш, Брайан Сетцер и Ramones, среди прочих.
WWE Raw записали свой первый эпизод в Grand Ballroom 11 января 1993 года. 22 января 2018 года совместно с Barclays Center был организован специальный выпуск, посвященный 25-летию Raw. В Hammerstein Ballroom проводились соревнования по экстремальному чемпионату по рестлингу за годы до его закрытия и во время его возрождения в 2005 и 2006 годах. Начиная с 2006 года, Манхэттен-центр принимал ежегодно кольцо честь событий, как в большой бальный зал и бальный зал Гаммерштейна. В 2014 году ОТП записал несколько эпизодов из их воздействие реслинг ТВ-программы на большой бальный зал, 25-27 июня, а затем опять 5-7 августа и в 2015 году также состоялся их дебют на назначение Америке и проклеены предстоящих эпизодов на 7-9 января. Game Changer Wrestling провели свое первое мероприятие в Hammerstein Ballroom 23 января 2022 года.
Там было записано несколько сезонов программы NBC "America’s Got Talent".
В Манхэттенском центре располагалась главная студия и производственные помещения Al Jazeera America.